# Сейгийоки
Сейгийоки — река в России, протекает по Мурманской области. Устье реки находится в 1,4 км от устья реки Корнетийоки по правому берегу. Длина реки составляет 18 км, площадь водосборного бассейна 190 км².
Вытекает из озера Чёрного, пересекает озеро Сейгиярв. Высота устья — 70,3 м над уровнем моря.
В 15 км от устья, по правому берегу в реку впадает Руннийоки.

## Данные водного реестра
По данным государственного водного реестра России относится к Баренцево-Беломорскому бассейновому округу, водохозяйственный участок реки — реки бассейна Баренцева моря от реки Патсойоки (граница РФ с Норвегией) до западной границы бассейна реки Печенга. Речной бассейн реки — бассейны рек Кольского полуострова, впадает в Баренцево море.
Код объекта в государственном водном реестре — 02010000112101000000115.